# Competencia monopolística
La competencia monopolistica o competencia entre monopolios es un tipo de competencia en la que existe una cantidad significativa de productores actuando en el mercado sin que exista un control dominante por parte de ninguno de estos en particular. Esta es muy frecuente dentro de los mercados de productos que se encuentran normalmente en los supermercados, donde existen productos de diferentes marcas, pero con características particulares y dentro de cada grupo de producto, las características los hacen diferentes unos de otros, pero lo suficientemente parecidos para competir con otros productores y entre sí. Fue estudiada por el economista Edward Hastings Chamberlin.

## Introducción
La cuestión clave en este caso es que se presenta una diferenciación del producto, mercancía no homogénea; es decir, un producto en particular, dependiendo del productor, puede tener variaciones que le permitan ser, en algún aspecto, diferente a los demás productos similares hechos por otras empresas. La competencia, entonces, no se dará por precios sino, por ejemplo, por la calidad del producto, el servicio durante la venta o postventa, la ubicación y el acceso al producto, la publicidad y el empaque, entre otros.
Lo importante para este análisis es que la diferenciación del producto significa que cada vendedor tiene libertad para subir o bajar los precios debido a la diferenciación de productos (en comparación con la competencia perfecta, donde los vendedores son tomadores de precios). La diferenciación del producto hace que la curva de la demanda de cada vendedor tenga pendiente negativa.
Otra característica para destacar de la competencia monopolística es la de la fácil entrada y salida a la industria por parte de los productores. Un gran número de productores de un bien determinado permite que las empresas no necesiten grandes cantidades de dinero, ni un gran tamaño, para competir; los costos, sin embargo, se pueden incrementar por la necesidad de buscar diferenciarse de los demás competidores.
Un ejemplo de este tipo de competencia puede ser el mercado de ropa para mujeres. Los productores, aunque se dedican a producir ropa para mujeres, no hacen vestidos iguales a los de los otros, pues los productos de uno u otro son diferentes por calidad, diseño, servicio en la venta, etc., haciendo que cada producto sea diferente de otro sin por ello dejar de ser ropa para mujeres.
Los mercados de competencia monopolista se sitúan entre el monopolio, el oligopolio y la competencia perfecta, ya que posee algunas características de cada uno de estos tres mercados. Se parecen la competencia perfecta en tres aspectos:  hay muchos compradores y vendedores, es fácil entrar y salir de este mercado, y las empresas toman los precios de las demás como los proporcionan. La diferencia se encuentra en que en la competencia perfecta los productos son idénticos, mientras que en la competencia monopolística están diferenciados. 
La ventaja de este mercado es que permite la entrada a la competencia micro empresarios, lo cual les puede servir para hacer crecer sus negocios.
Cuando las empresas tienen poder de mercado, a veces pueden tener más utilidades practicando la "discriminación de precios". Esto ocurre cuando se vende un mismo producto a precios distintos a cada consumidor.
Ej: Una empresa de servicios de programas de finanzas personales que busca nuevos clientes pero que tiene fidelidad por parte de sus clientes actuales, puede subir el precio a los clientes actuales (de 20$ a 30$) y aplicar un descuento a los compradores potenciales (de 20$ a 15$).
Los antiguos clientes tienen unas demandas menos elásticas ya que cambiar de programa tiene costos elevados. Por lo que si no segmentara mi mercado mis utilidades sería de $1200 (20$x60), pero segmentando mi mercado, las utilidades aumentan: ($30x30) + ($15x30)= $1350.
La discriminación de precios se usa actualmente dentro de diferentes mercados, sobre todo con los bienes que no es fácil transferir del mercado de precios bajos al de precios altos. Una de las mercados que más aplica la discriminación de precios, son las líneas aéreas, ya que segmentan el mercado cobrando precios distintos a las personas que viajan en hora pico, en horas de menor consumo, a las que viajan en vuelos de último momento, o las que planifican un viaje con tiempo anticipado. Esto les permite llenar siempre sus vuelos, sin reducir sus ingresos. Otro tipo de aplicaciones para la diferenciación de mercado es el “dumping” (precios más bajos en el exterior que en el interior de un país) o también “la reducción de calidad” (bajar la calidad de algo para venderlo más barato, conservando las demás características).
El resultado de la discriminación de precio suele mejorar el bienestar económico de la empresa, ya que en el monopolio, si elevan su precio entonces reducen sus ventas para obtener mayor utilidad. Por lo que cobrando precios distintos a los que están dispuestos a pagar más y reducir a los que no están dispuestos a hacerlo, se consiguen mayores utilidades y satisfacción por parte de los consumidores. Podemos definir entonces que la discriminación de producto puede existir por diferentes características del producto (calidad, precio, distribución, descuentos).

## Definiciones
- Según Gregory Mankiw, la competencia monopolística es una "estructura del mercado en la que muchas empresas venden productos similares pero no idénticos" [3].
- Samuelson y Nordhaus, definen la competencia monopolística como la "estructura del mercado en la que hay muchos vendedores que ofrecen bienes que son sustitutivos cercanos, pero no perfectos. En este tipo de mercado, cada empresa puede influir en cierta medida en el precio de su producto" [2].
- Para Kotler, Armstrong, Cámara y Cruz, "un mercado de competencia monopolística se compone de muchos compradores y vendedores que negocian sobre un abanico de precios, y no con un solo precio de mercado. Esta variedad de precios tiene lugar porque los productores pueden diferenciar sus ofertas a los consumidores. Se pueden introducir variaciones en la calidad, las prestaciones o el estilo del producto, o se pueden cambiar los servicios adicionales. Los consumidores perciben diferentes productos y por eso, pagarán diferentes precios por ellos. Los productores intentan diferenciar sus ofertas para los diferentes segmentos del mercado y para ello, además del precio, utilizan otras herramientas tales como la publicidad, la marca y la venta personal" [4].
- Según la American Marketing Association (AMA), la competencia monopolística es: "1. Una situación del mercado donde muchos vendedores, cada uno con una cuota de mercado relativamente pequeña y con productos levemente diferenciados, compiten por el patrocinio del consumidor. 2. Una situación del mercado donde compiten muchos vendedores, enfatizando a menudo en otras variables de marketing más que en el precio." [1].

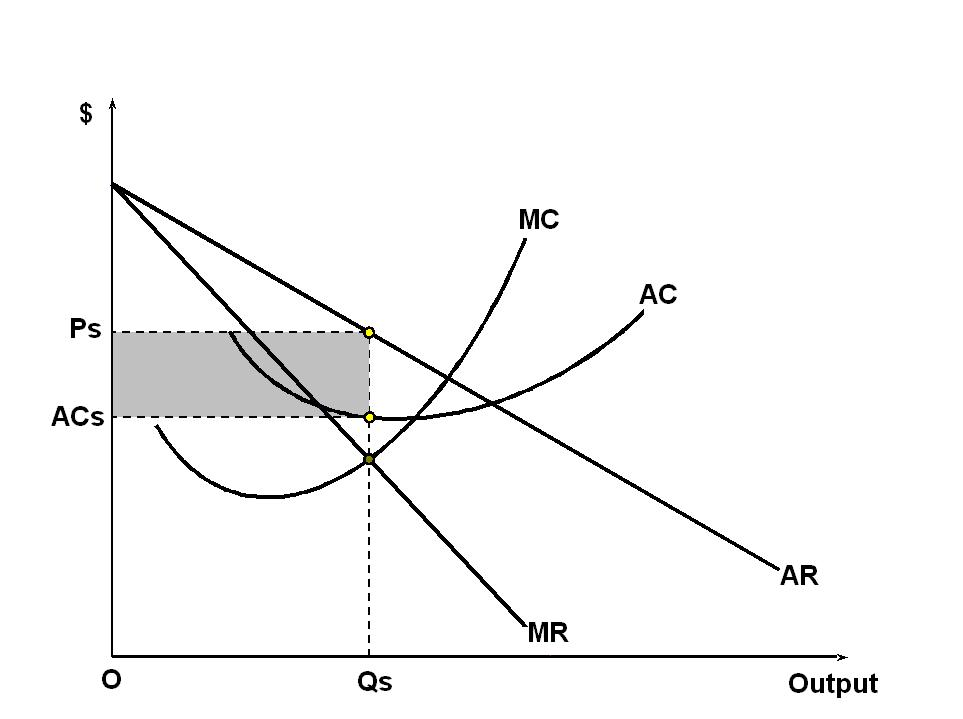
Equilibrio a corto plazo de una empresa en competencia monopolística. La entidad maximiza sus beneficios y produce una cantidad en la que el ingreso marginal (MR) es igual a su coste marginal (MC). La diferencia entre el ingreso medio y el coste medio multiplicado por la cantidad vendida (Qs), da el beneficio total de la empresa (de color gris en el gráfico).

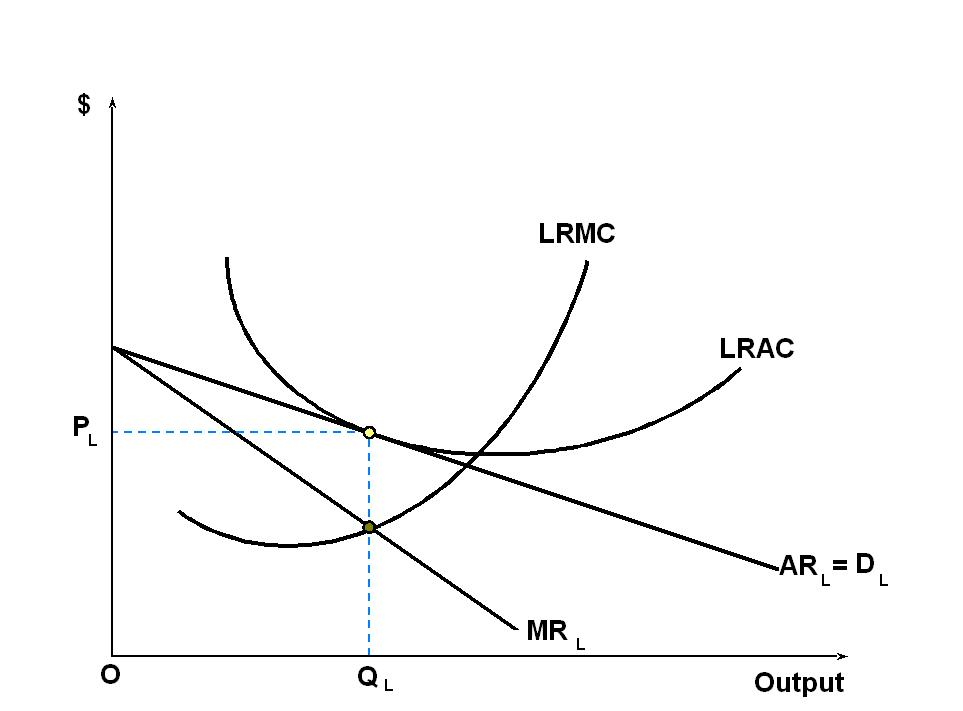
Equilibrio a largo plazo de la empresa en competencia monopolística. La empresa sigue produciendo en el punto en el que coste marginal es igual al ingreso marginal, sin embargo la curva de demanda (and AR) se ha desplazado con la entrada de otras empresas atraídas por los beneficios obtenidos. La firma ya no vende sus bienes por encima del coste medio y ya no puede obtener un beneficio económico.

## Equilibrio de la empresa en competencia monopolística
El vendedor se enfrenta a una demanda decreciente, ya que puede permitirse subir el precio perdiendo algunos clientes pero no todos, ya que tiene cierto poder sobre el precio. Como resultado de esta demanda decreciente, el equilibrio de cada empresa a corto plazo es muy similar al del monopolio. Para hacer máximo el beneficio, cada empresa fijará aquel nivel de producción que iguale su ingreso marginal a su coste marginal. Al igual que el monopolista, la empresa en este mercado también puede obtener unos beneficios extraordinarios, aunque estos beneficios sólo se mantendrán al corto plazo ya que al no existir trabas a la entrada o salida de empresas este beneficio actuará como incentivo a las demás empresas para entrar en el mercado restando con ello clientes a las existente, dándose esta situación hasta que la curva de demanda de cada empresa sea tangente a la de coste total medio; acabando con ello el incentivo y la entrada de empresas, por lo que a largo plazo las empresas suelen fijar su producción y precio con un beneficio nulo.
Una herramienta de la que se sirven las empresas en el mercado de competencia monopolista es la publicidad, debido a que a través de ella se logra captar nuevos clientes, no siendo posible por medio de precio ya que suelen tender a converger entre todas las empresas.